# Michal Lasko
Michal Lasko (* 11. März 1981 in Breslau, Polen) ist ein italienischer Volleyballspieler.

## Karriere
Michal Lasko ist der Sohn des polnischen Nationalspielers Lech Łasko, der 1976 in Montreal Olympiasieger wurde. Er begann seine Karriere 1997 im Nachwuchs von Sisley Treviso. In der Saison 1999/2000 spielte er erstmals in der ersten Liga und gewann mit Treviso sowohl den italienischen Pokal als auch die Champions League. 2001 wurde er italienischer Meister. Anschließend wechselte der Diagonalangreifer zu Marmi Lanza Verona. In Verona musste er zunächst in der zweiten Liga spielen, schaffte aber 2002 sowie 2004 zweimal den Aufstieg. 2005 gab Lasko sein Debüt in der italienischen Nationalmannschaft und wurde mit dem Team gleich Europameister. Anschließend war er eine Saison bei Tonno Callipo Vibo Valentia, ehe er zu Bre Banca Lannutti Cuneo kam. 2008 kehrte er zurück nach Verona. 2011 erreichte er mit Italien das Endspiel der Europameisterschaft. Danach ging er in seine Heimat zum polnischen Erstligisten Jastrzębski Węgiel. 2012 gewann Lasko mit Italien bei den Olympischen Spielen in London die Bronzemedaille.